# Армия Русского государства
Войско Русского государства — вооружённые силы (рать, войско) Русского царства, ранее Великого княжества Московского, начиная с периода правления Ивана III и до создания регулярной армии Петром I.

## Предшествующие формы организации

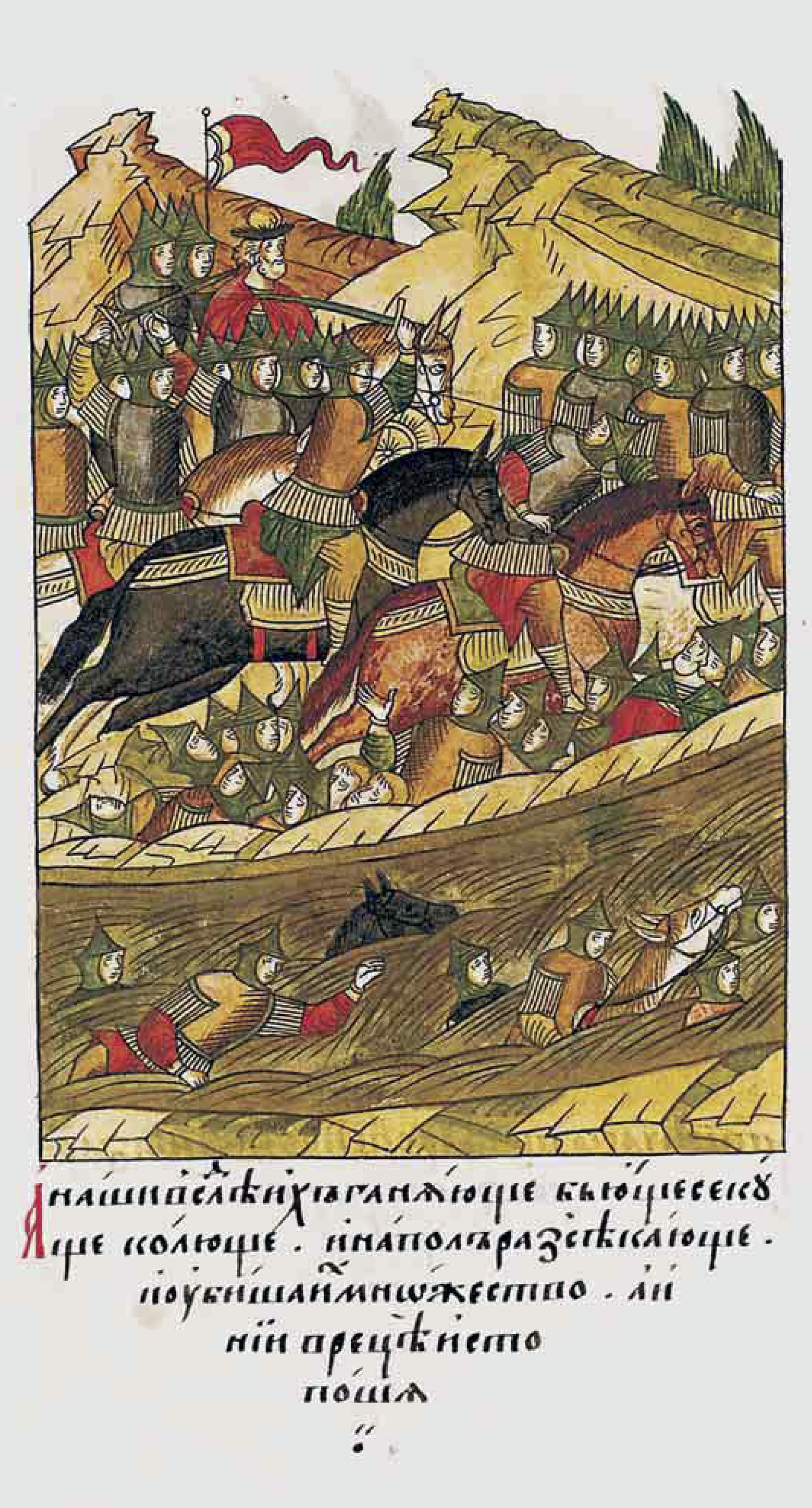
Битва на Воже в 1378 году. Миниатюра из Лицевого летописного свода XVI века

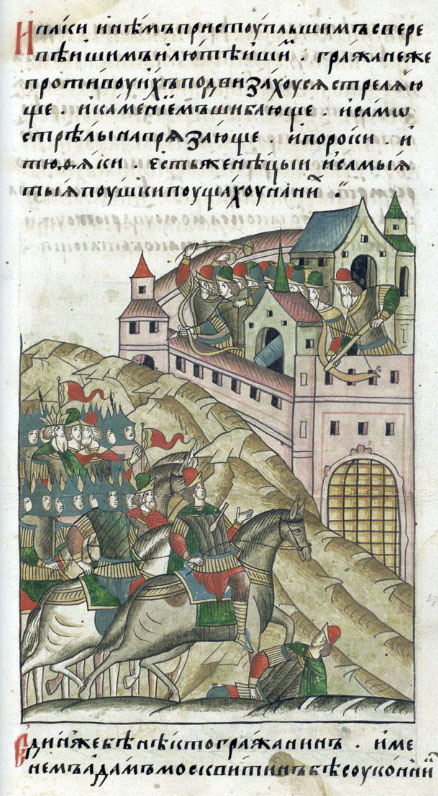
Осада Москвы Тохтамышем в 1382 году

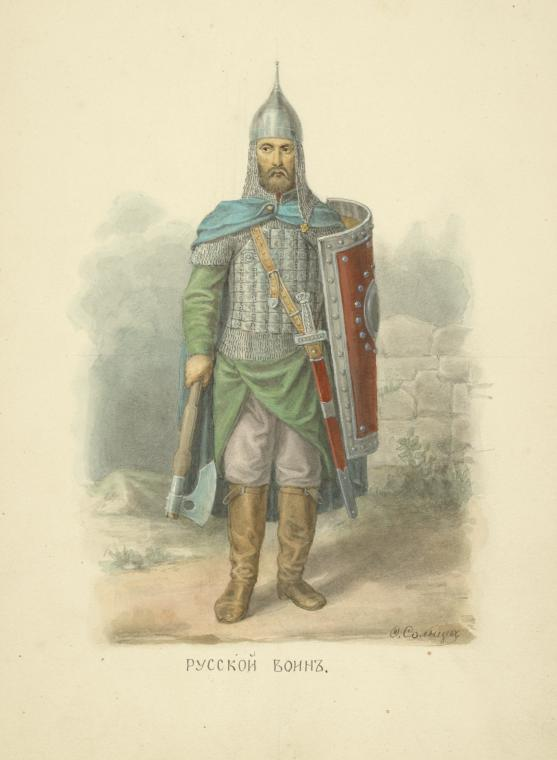
Русский воин. «Одежды Русского государства». Фёдор Солнцев, 1869 год

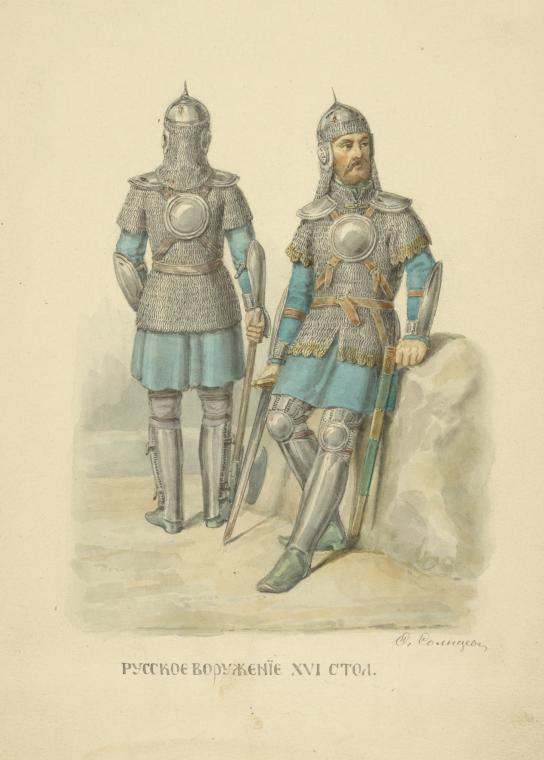
Русское вооружение XVI столетия. «Одежды Русского государства». Фёдор Солнцев, 1869 год

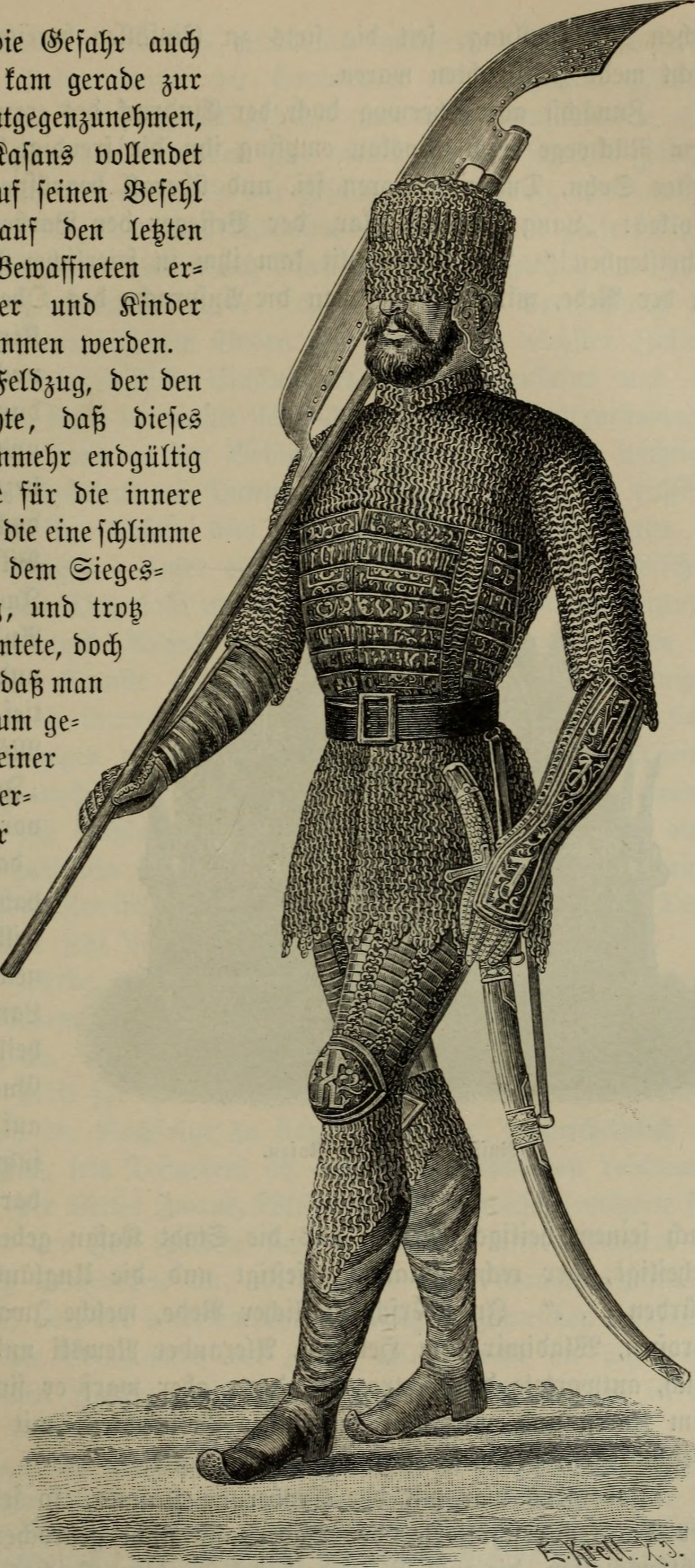
Русский пехотинец XVI века. Иллюстрация из книги Теодора Шимана «Столетие», 1886 год

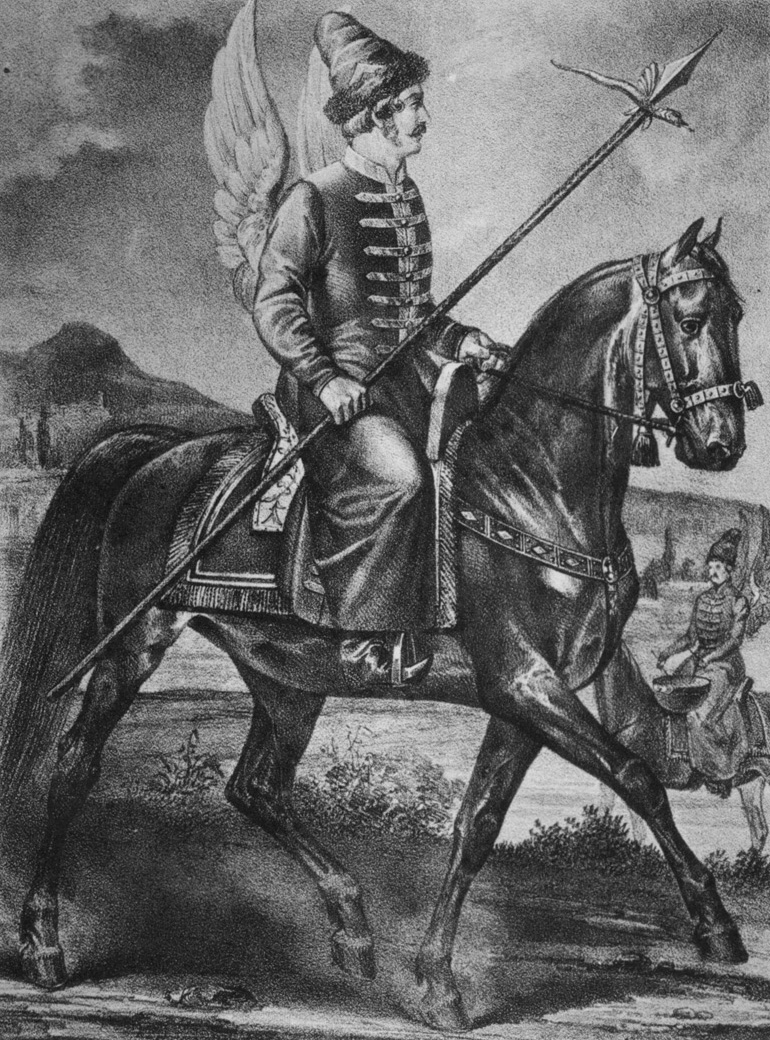
Конный жилец в 1678 году

Великое княжество Московское являлось преемником Великого княжества Владимирского, которое, в свою очередь, было одним из княжеств, на которые распалась Киевская Русь. Историю вооружённых сил княжества принято рассматривать с середины XIII века (хотя Москва сменила Владимир в роли политического центра Северо-Восточной Руси во второй половине XIV века). Это связано с монгольским нашествием, которое привело к регрессу в экономике и, как следствие, вооружённой организации Руси — прежде всего из-за многократного в течение второй половины XIII века разорения городов — торгово-ремесленных центров Северо-Восточной Руси, а также установления с 1259 года Монгольской империей (затем Золотой Ордой) контроля над волжским торговым путём, связывавшим Среднюю Азию с Северной Европой. В частности, пешие стрелки как род оружия (род войск), прослеживающиеся на Руси с конца XII века, после 1242 года перестают упоминаться, а значение лука в конных дружинах снова возрастает. Новая восточная опасность лишь дополнила прежние, поэтому Русь оказалась перед перспективой решения более сложных задач за счёт меньших ресурсов в сравнении с предыдущим периодом своей истории. Так, например, с 1228 по 1462 год Русь участвовала не менее чем в 302 войнах и походах, из которых 200 были с внешними противниками. В такой ситуации ко второй половине XIV века завершается начавшийся ещё в XII веке в Южной Руси процесс трансформации дружины, делившейся на старшую и младшую, в двор князя и полк, выставляемый определённым княжеством. Большинство исследователей считают городские полки не конными феодальными ополчениями соответствующих княжеств, а пешими народными ополчениями соответствующих городов, и прослеживают их вплоть до XVI века. Господствует мнение о том, что в Куликовской битве центр русского войска был представлен пешим народным ополчением, хотя о делении соединённых войск на тактические единицы по родам оружия (войск) (как в 1185 году, например, когда общее количество полков достигало шести) ничего не известно, все пять тактических полков формировались из городских полков во главе с князьями соответствующих княжеств, а при подсчёте потерь выделяются две категории погибших — старшие и младшие дружинники.

## Организация
Со второй половины XV века на смену дружине и городовым полкам приходят небольшие феодально организованные группы, во главе которых стоял боярин или служилый князь, а в неё входили дети боярские и дворовая челядь. Организация такого войска была очень сложна и построена по феодальному принципу. Наименьшей тактической единицей была «списса» или «копьё», командовал которой феодальный собственник, обязанный вести ежегодную воинскую службу; а состояла она из его вооружённых людей. Такая система получает полное развитие в XVI веке.
Данная военная система во многом сложилась благодаря Ивану III. Основу войска составляли служилые люди. Они делились на две категории:
- служилые люди по отечеству (служилые князья и татарские «царевичи», бояре, окольничие, жильцы, дворяне и дети боярские);
- служилые люди по прибору (к ним относились пищальники, а позднее — стрельцы, полковые и городовые казаки, пушкари и другие военнослужащие «пушкарского чина»; в военное время они мобилизовались и распределялись по полкам дворянской рати).

Кроме того, на русской военной службе имелись иностранцы, а также собиралось народное ополчение.
Выделяли следующие рода оружия (войск):
- Пехота. Это стрельцы, городовые казаки, военнослужащие солдатских полков, драгуны, даточные люди, а в некоторых случаях — спешенные дворяне и их боевые холопы.
- Конница. К нему принадлежало дворянское ополчение, служилые иноземцы, рейтары и гусары нового строя, конные стрельцы и городовые казаки, конные даточные (сборные) люди.
- Артиллерия. Её составляли пушкари и затинщики, а также другие приборные люди.
- Военно-инженерные отряды. Преимущественно это были посошные люди, но их задачи могли выполнять и другие, например — стрельцы.

У нашего великого государя, против его государских недругов, рать собирается многая и несчётная, а строения бывает разного:

многие тысячи копейных рот устроены гусарским строем;

другие многие тысячи копейных рот устроены гусарским, конным, с огненным боем, рейтарским строем;

многие же тысячи с большими мушкетами, драгунским строем;

а иные многие тысячи солдатским строем.

Над всеми ими поставлены начальные люди, генералы, полковники, подполковники, майоры, капитаны, поручики, прапорщики.

Сила Низовая, Казанская, Астраханская, Сибирская — тоже рать несметная; а вся она конная и бьется лучным боем.
Стрельцы в одной Москве (не считая городовых) 40 000; а бой у них солдатского строя.

Казаки донские, терские, яицкие бьются огненным боем; а запорожские черкасы — и огненным, и лучным.

Дворяне же Государевых городов бьются разным обычаем: и лучным, и огненным боем, кто как умеет. В Государевом полку у стольников, стряпчих, дворян Московских, жильцов свой обычай: только в них бою, что аргамаки (породистые восточные лошади) резвы, да сабли остры; куда ни придут, никакие полки против них не стоят. То у нашего великого Государя ратное строение.
— Описание Русского войска, данное Козимо Медичи, во Флоренции, стольником И. И. Чемодановым (посол в Венеции), в 1656 году.
Эта система была постепенно упразднена при Петре I, полностью перестроившему армию по европейскому образцу. Однако он не смог сразу организовать боеспособную армию — она потерпела ряд поражений, как в битве при Нарве. Поэтому пришлось совершенствовать новую армию, чтобы привести её к победам, в которых старые войска всё ещё принимали значительное участие в начале XVIII века. Окончательно старые части были ликвидированы к середине XVIII века; а городовые стрельцы в некоторых местах сохранялись почти до его конца. Казачество вошло в состав иррегулярных войск Российской империи.

### Классификация

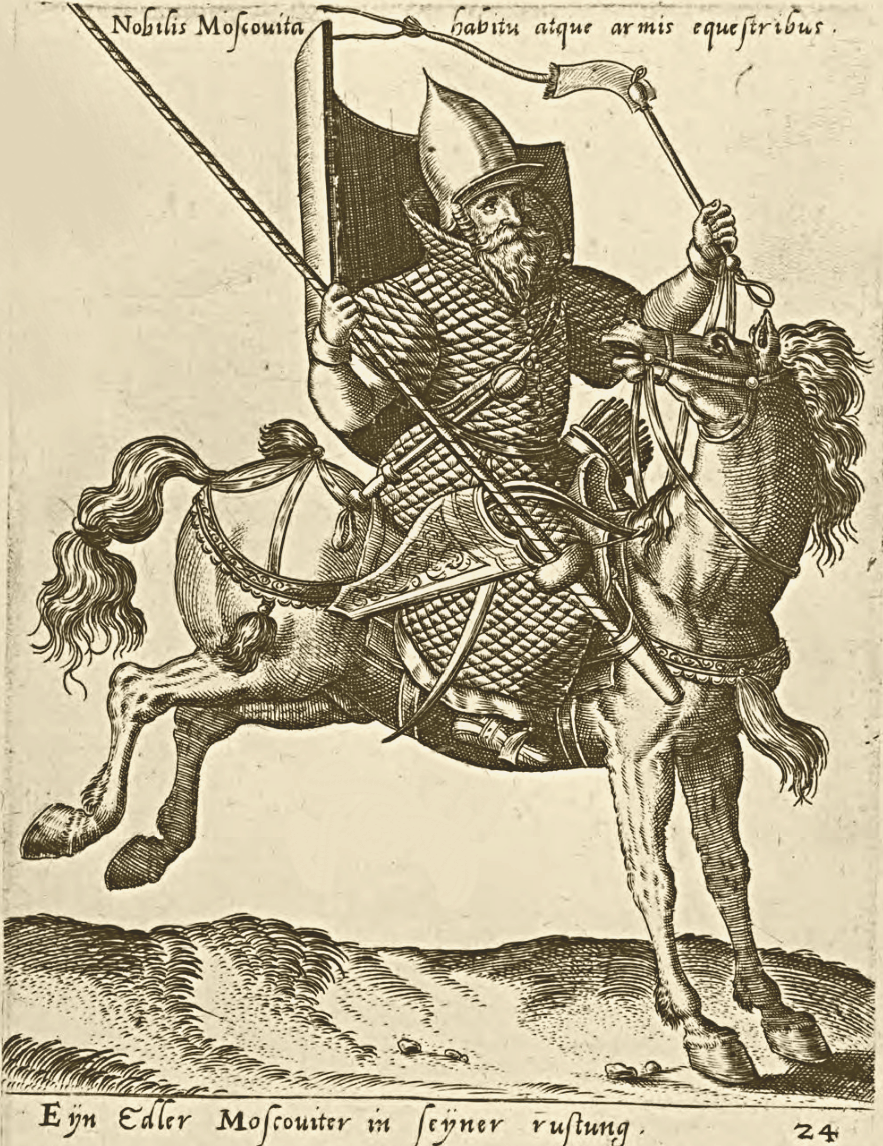
Знатный москвич, дворянин, гравюра Авраама де Брейна

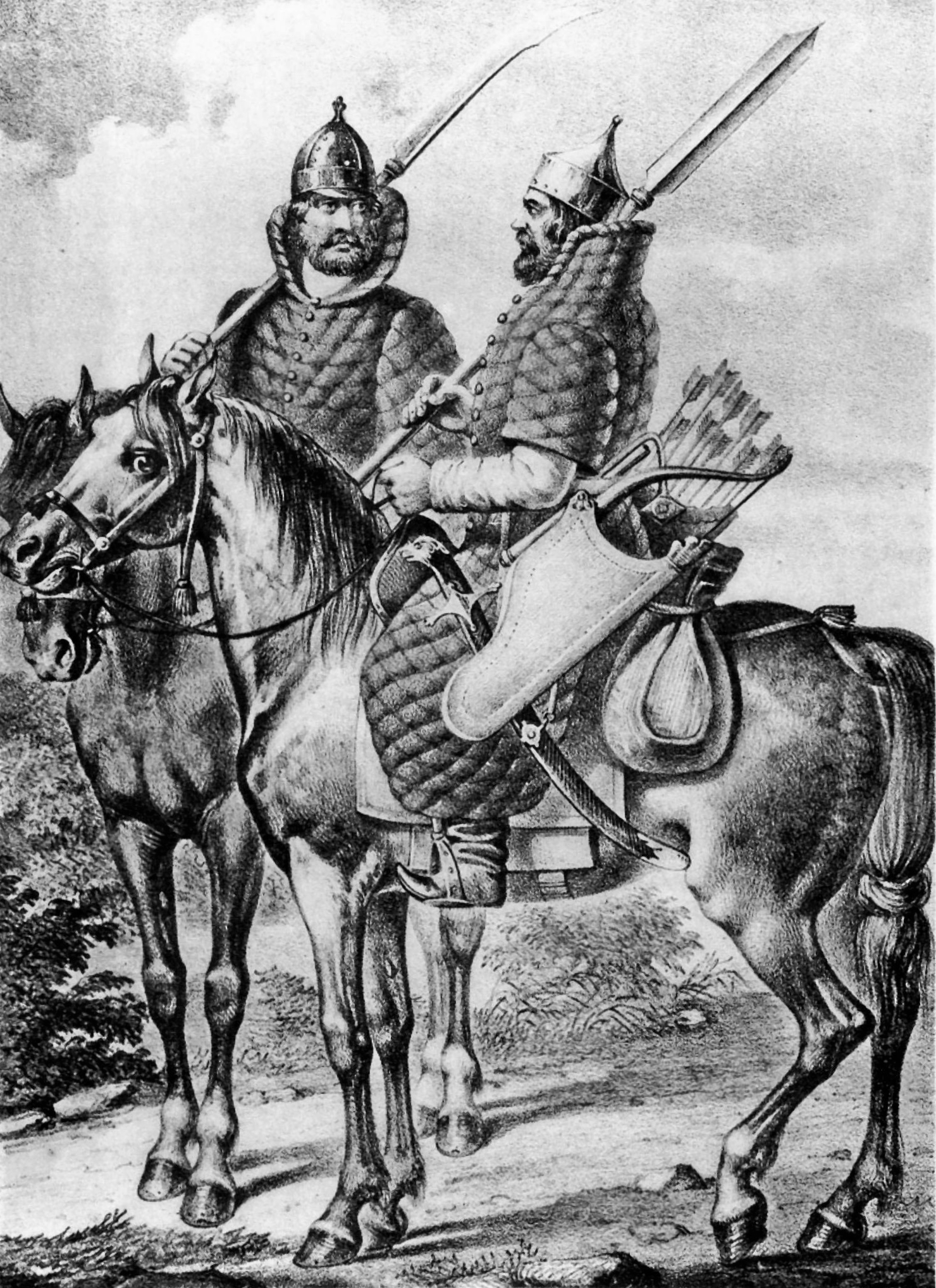
Ратники в тегиляях и шапках железных

Командир (офицер) русского войска в 1577 году

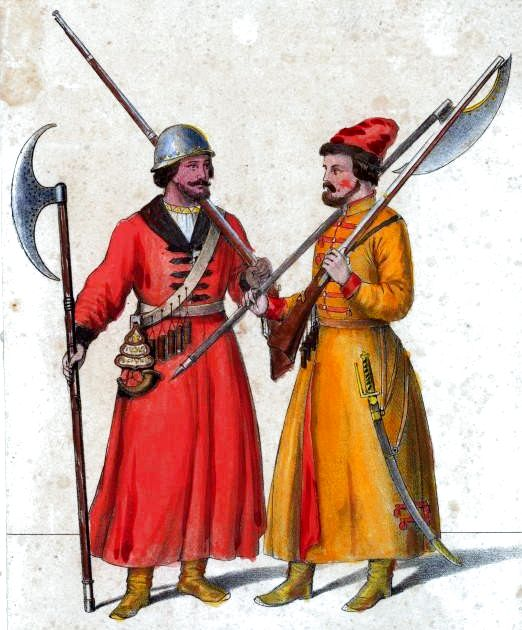
Стрельцы

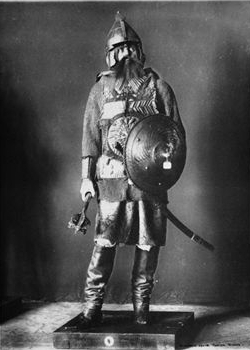
Московский сотенный голова

Ядро вооружённых сил составляло конное поместное войско, состоявшее из дворян и детей боярских. В мирное время они были помещиками, поскольку за службу они получали земли в условное послужное держание (поместье), а за особые отличия — и в пожизненную вотчину. В военное время они выступали с великим князем или с воеводами. Одним из основных недостатков поместного войска был его долгий сбор. К тому же — отсутствие систематических военных обучений и вооружение на усмотрение каждого воина. Отдельной проблемой была неявка некоторых помещиков на службу. Но, в целом, поместное войско отличалось хорошей боеспособностью, а отдельные поражения связаны, в частности, с ошибками воевод. В конце XVI века общее число дворян и детей боярских не превышало 25 тыс. человек. С учётом того, что с 200 четвертей земли помещик должен был приводить одного вооружённого человека (а при большем участке — дополнительно по одному человеку со 100 четвертей), общая численность дворянского ополчения могла достигать 50 тыс. В середине XVII века их численность возросла: так, по «Смете всяких служилых людей» 1651 года всего было 37 763 дворян и детей боярских, а оценочная численность их боевых холопов — не менее 40 тыс. человек.
Упоминания о пищальниках в Московском войске относятся к началу XV века, более подробные сведения о них имеются на начало XVI века. Это были достаточно крупные отряды, вооружённые ручным огнестрельным оружием за государственный счёт. Поначалу важную роль играли новгородские и псковские пищальники, они выставлялись с городских дворов. Позднее их должны были вооружать уже за свой счёт, что было одним из недостатков, хотя некоторые получали его от государства. Собирались они лишь на время походов. Поэтому Иван Грозный организовал постоянное стрелецкое войско. В него вступали вольные люди по желанию. Позднее стрелецкая служба становится наследственной повинностью, образуется своеобразное стрелецкое сословие. Если сначала стрельцов было 3 тыс. чел., то к концу XVI века их численность возросла примерно до 20 тыс. чел. Они делились на приказы в 500 человек, которыми управляли стрелецкие головы (к тому же были сотники, пятидесятники и десятники), а ими — Стрелецкий приказ. В отличие от поместного, в стрелецком войске проводились обучения стрельбе, а в XVII веке — и военному строю.
Особый разряд составляли служилые люди пушкарского чина. К ним относились пушкари, стреляющие из пушек, затинщики — из затинных пищалей, а также те, кто производил и ремонтировал артиллерийские орудия, и крепостные служители. Их численность на город могла колебаться от 2—3 до 50 и больше человек, общая же неизвестна, но в XVI веке она достигала не менее 2 тыс. человек. В 1638 году в Москве было 248 пушкарей и затинщиков В случае осады штатным артиллеристам помогали горожане, крестьяне и монахи, которым это предписывалось особыми росписями. За службу им платились деньги. А управление находилось в ведении Пушечного приказа, а также Новгородской и Устюжской Четвертей, Казанского и Сибирского приказов; в боевом отношении — Разрядного приказа. В городах поначалу они подчинялись городовым приказчикам, а с конца XVI века — осадным головам. Русские артиллеристы отличались меткой стрельбой, о чём, в частности, свидетельствовали иностранцы. Регулярно устраивались смотры, участие в которых требовало систематической подготовки.
Казачество начало формироваться в XIV веке. В XV — начале XVI века они селились на «украйнах» — на степных границах Московского государства или за ними. Хотя они были вольным народом, но правительство хотело привлечь их к выполнению пограничных функций, что удалось в первой половине XVI века. К тому же казаки сопровождали караваны и совершали набеги на вражеские государства. Москва в виде жалования выдавала им, преимущественно, боеприпасы. Отдельным разрядом были служилые казаки, входившие в военную организацию Руси со второй половины XVI века. Они жили в приграничных городах в казачьих слободах с организацией, как в стрелецком войске. Они набирались из числа людей, знавших условия службы, но в редких исключительных случаях — из простых крестьян. В 1651 году численность городовых казаков составляла 19 115 человек.
Во время крупных войн важную роль выполнял простой народ — городское и сельское население, а также монастырские люди. Военная повинность составляла до 1 человека с 1—5 дворов и определялась «сохой», зависящей от принадлежности и качества земли. Такое ополчение называлось «посошная рать» и снаряжалось и содержалось населением. Они выполняли вспомогательные функции и часто участвовали в осадных работах. В общем их задачи были весьма разнообразны и связаны, главным образом, с военно-инженерными работами, транспортировке артиллерийских орудий, боеприпасов, обслуживании орудий и помощи людям пушкарского чина. Другой задачей была охрана городов. Например, в Полоцком походе 1563 года посошных людей было около 80 900 человек при войске в 43 000 человек; в Ливонском походе 1577 года у «наряда» участвовало 8600 пеших и 4124 конных посошных людей; а в 1636 году в 130 городах несли службу 11 294 посадских и уездных людей. В числе их вооружения было не только холодное, но и огнестрельное оружие — у каждого пятого горожанина и шестого крестьянина. Правительство добивалось того, чтобы всё городское население было вооружено, и имело хотя бы пищаль и рогатину. Сельскому населению тоже желательно было иметь вооружение, например, бердыши, и, по возможности — огнестрел. Это было связано с важной ролью народного ополчения во время войн, проходивших на отечественной территории.
На русской военной службе находились и иностранцы (в том числе и в составе полков нового строя). Ещё в начале XVI века в армии Московского государства стали появляться крупные отряды иностранных наёмников (в основном иностранцы служили пушкарями, однако в составе армии находились как конные, так и пешие наёмники, в том числе и ландскнехты). В начале XVII века наёмники почти со всех стран Европы принимали участие в борьбе с польско-литовским войском (в чьём составе также было немало иностранных наёмников), однако победы это не принесло. Предпринимались попытки устроить в России полки, организованные по европейскому образцу. Первая попытка, предпринятая М. В. Скопиным-Шуйским в 1609 году — 18-тысячное войско, собранное из крестьян-ополченцев, была успешной и позволила разгромить войска захватчиков. Однако отравление царём Скопина-Шуйского привела к тому, что войско разошлось и полякам противостояли снова, в основном, наёмники. В 1630 году начался набор беспоместных детей боярских под обучение иноземных полковников. Однако они не хотели, поэтому в полки разрешили вступать татарам, новокрещённым и казакам — в 1631 году численность двух солдатских полков составила 3323 человека. Несколько месяцев они усиленно обучались обращению с оружием и строевой службе. Впоследствии общая численность дошла до 17 тыс. чел. В результате 4 солдатских полка приняли участие в Смоленской войне с поляками, но — неуспешно. Поэтому их большая часть была распущена, а иноземные полковники, в основном, покинули страну (правда часть из них, включая Александра Лесли позднее вернулась на русскую службу). Однако некоторые решили остаться и несли службу на южной границе; а солдаты, рейтары и драгуны призывались лишь летом. Пополнялись они из числа вольных и даточных людей. В 1640-х годах было решено устроить на северо-западе полки нового строя, сформировав их из черносошных и дворовых крестьян, на постоянную службу, передаваемую по наследству, оставляя за ними участки и освобождая от податей. Их вооружили казённым оружием и регулярно обучали военному делу. Однако массовые приборы привели к разорению тех мест, поэтому призывы стали общегосударственными. Так, в течение русско-польской войны 1654—1667 годов было собрано около 100 тыс. даточных людей. В 1663 году всего было 55 солдатских полков с 50—60 тыс. человек (в мирное время их численность была вдвое меньше). Так же происходило развитие конных полков нового строя — рейтары, драгуны, позднее — гусары. Командовали полками нового строя преимущественно западные военные специалисты, но были и русские.
В 1650-х годах русское войско столкнулась с превосходными рейтарами шведского короля. В результате численность рейтарских полков была увеличена. Дворянские сотни переводились в рейтарский строй. Шведский опыт оказался полезен ввиду сходства в качествах русской и шведской конницы: русские лошади, как и скандинавские лошади шведов, проигрывали чистокровным турецким лошадям польской «гусарии», зато государство имело возможность в избытке снабдить своих рейтар огнестрельным оружием, а их полки — подготовленным офицерским составом. Новосформированные рейтары сразу выделились в среде русской конницы выучкой и снаряжением, привлекая к себе внимание иноземцев: «Конница щеголяла множеством чистокровных лошадей и хорошим вооружением. Ратные люди отчётливо исполняли все движения, в точности соблюдая ряды и необходимые размеры шага и поворота. Когда заходило правое крыло, левое стояло на месте в полном порядке, и наоборот. Со стороны, эта стройная масса воинов представляла прекрасное зрелище», — писал польский хронист Веспасиан Коховский в 1660 году.

### Численность
Численность Московского войска в XVI веке неизвестна. По «верхней» оценке С. М. Середонина, к концу века она могла достигать 110 000 человек, из которых 25 тысяч помещиков, до 50 тысяч их людей (по уточнённой оценке — до 25 тысяч), 10 тысяч татар, 20 тысяч стрельцов и казаков, 4 тысячи иноземцев.
По оценке С. М. Соловьёва, в конце XVI века при Борисе Годунове русское войско насчитывало 80 тыс. человек дворянской конницы и 12 тыс. пехоты (включая 7 тыс. стрельцов), вспомогательные войска из «черемис» (до 30 тыс. человек), не менее 4,3 тыс. иностранцев на русской службе.
По оценкам, общая численность вооружённых сил Московского государства в XVII веке была более 100 тыс. человек. Однако непосредственно в походах принимала участие их малая часть. Точная численность войска в конкретные года известна по «Сметам всяких служилых людей». В 1630 году оно составляло 92 555 человек, не считая боевых холопов. Это 27 433 дворян и детей боярских (30 %), 28 130 стрельцов (30,5 %), 11 192 казаков (12 %), 4316 пушкарского чина (4,5 %), 2783 иноземцев и черкас (3 %), 10 208 татар (11 %), 8493 чуваша, мордвы и др. (9 %).
В 1651 году числилось 133 210 человек, не считая боевых холопов помещиков. Среди них: 39 408 дворян и детей боярских (30 %), 44 486 стрельцов (33,5 %), 21 124 казаков (15,5 %), 8107 драгун (6 %), 9113 татар (6,5 %), 2371 черкас (2 %), 4245 служилых людей пушкарского чина (3 %), 2707 иноземцев (2 %), засечная стража.
Как свидетельствует «Роспись перечневая ратных людей», в 1680 году их численность составила 164 600 человек, не считая 50-тысячного гетманского войска. Из них 61 288 солдат (37 %), 20 048 московских стрельцов (12 %), 30 472 гусар и рейтар (18,5 %), 14 865 черкас (9 %), 16 097 помещиков (10 %) и 11 830 их людей (7,5 %), 10 000 даточных конных людей (6 %).

### Структура

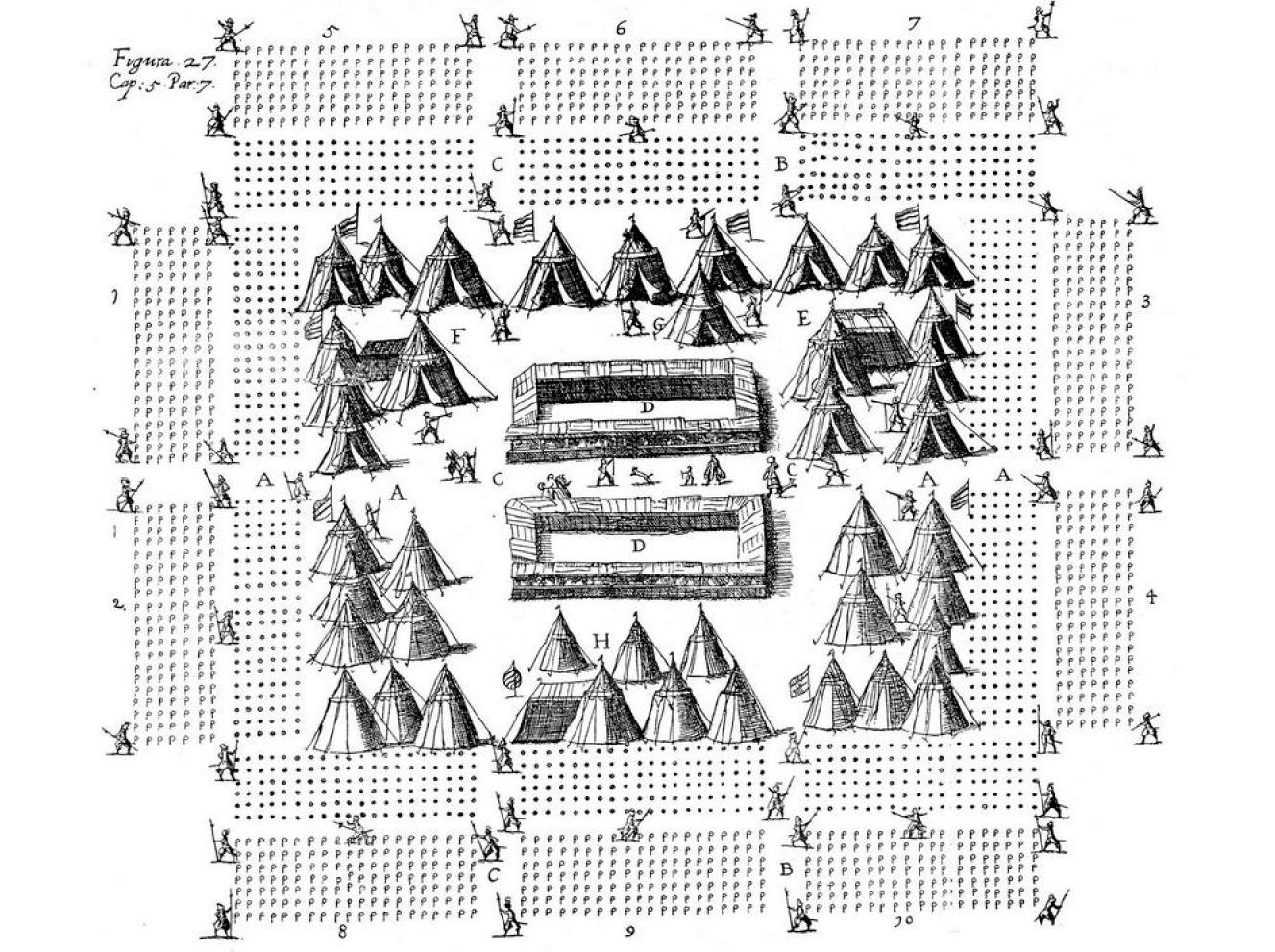
Полевой стан. «Учение и хитрость ратного строения пехотных людей», 1647 год

Основным органом управления вооружёнными силами был Разрядный приказ. Царь и Боярская дума совместно назначали главнокомандующего (большого воеводу), других воевод и их помощников. В Разрядном приказе большой воевода получал царский наказ с важнейшей информацией и «разряд» — роспись воевод и ратных людей по полкам. В войско направлялись дьяки и подьячие, составлявшие «разрядный шатёр» (штаб) — они разбирали все сведения, поступающие главнокомандующему из столицы, от других воевод, от разведывательных отрядов. Полковые воеводы получали наказы, где указывался состав подвластного им полка, его задачи, сведения о подчинённых (младших воеводах) и расписывали дворян, детей боярских и их людей по сотням или другой службы. Для срочной службы при каждом воеводе было 20 есаулов. Во главе дворянских сотен стояли сотенные головы, сначала выборные, а позднее — назначаемые Разрядным приказом или воеводой. Важным документом, регламентирующим порядок вооружённых сил, стало «Уложение о службе 1555/1556 г.». Служилые люди по прибору приходили в войско в составе своих подразделений и с собственными командирами, но распределялись по полкам поместного ополчения.

## Тактика
Тактика становится довольно разнообразной, в зависимости от условий и противников. Ещё в XIII веке полномочия командиров полков расширились, и в ходе боя они уже могли действовать самостоятельно, иногда меняя первоначальный замысел. При взаимодействии родов оружия (родов войск) встречались самые различные комбинации, такие, как столкновения конницы и пехоты, спешивание конницы, вступление в бой одних лучников, или одной конницы, и другие. Однако основным ядром войска всё же оставалась конница.
Главенствующим проявлением военной активности, как и в Древней Руси, оставался полевой бой. Также, при необходимости — оборона и штурм крепостей. Со временем число полков в войске возрастало, а их построение начало регламентироваться. Например, в сражениях с тяжеловооружёнными немцами более эффективной была тактика окружения. В иных случаях применялась другая тактика. Наиболее известен ход Куликовской битвы, в которой участвовало шесть полков.
В течение битвы могло происходить несколько соступов — противники сближались и начинали рукопашный бой, после чего расходились, и так несколько раз. Немецкий историк конца XV века Альберт Кранц писал, что русские обычно сражаются, стоя в позиции, и, набегая большими вереницами, бросают копья и ударяют мечами или саблями и вскоре отступают назад. Конница иногда использовала луки со стрелами, но основным её оружием были копья. При этом она строилась в определённый боевой порядок и атаковала тесным строем. В конце XV—XVI веках началась «ориентализация», «овосточивание» русской тактики. В результате, по свидетельству Герберштейна, основой войска стала лёгкая конница, хорошо приспособленная для дальнего боя с помощью стрельбы из луков во все стороны. Она старалась обойти врага и совершить внезапное нападение с тыла. Если же войско противника выдерживало нападение, то московитяне так же быстро отступали. Позднее эта ситуация менялась, однако конница оставалась главной действующей частью войска. Пехотинцы, вооружённые дистанционным оружием (стрельцы), как правило, не меняли позиций во время боя — чаще всего они вели обстрел противника с прикрытой позиции или из своего укрепления (такого, как, например, гуляй-город). С формированием в XVII веке полков нового строя, тактика европеизируется. В частности получают развитие активные манёвры пехоты, широкое использование пеших копейщиков (пикинёров), вооружение и организационная структура конницы приближается к европейским аналогам.

## Вооружение

### Холодное оружие
Древковое колющее оружие

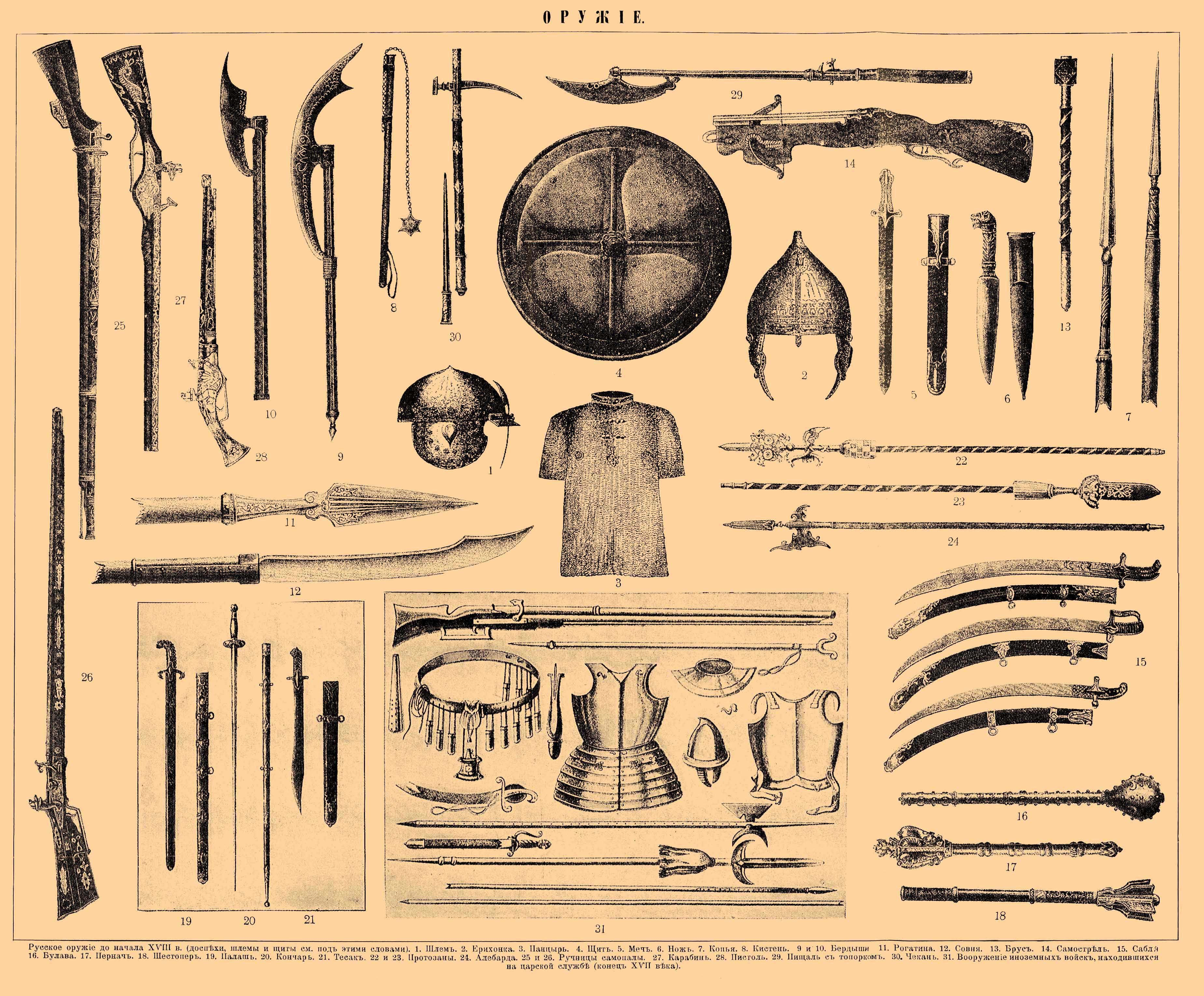
Оружие, используемое в России до начала XVIII века. «Энциклопедический словарь Брокгауза и Ефрона».

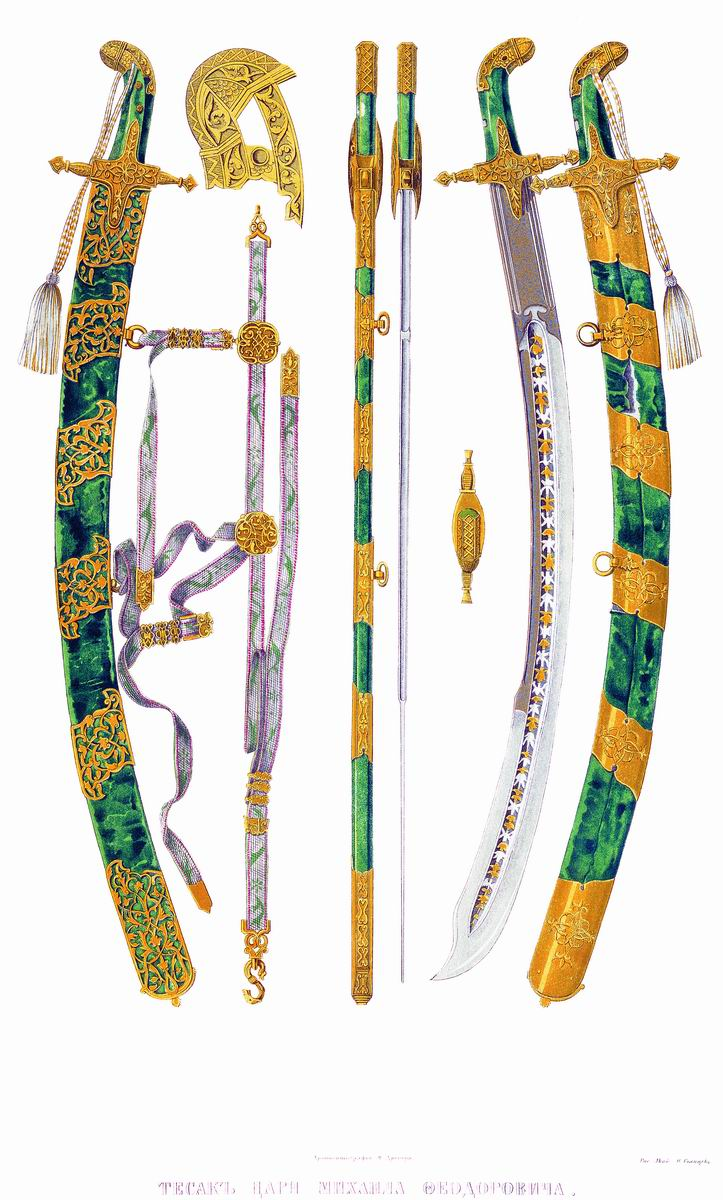
Сабля царя Михаила Фёдоровича

До середины XV века оружием первого натиска были копья. С XVI века их употребление снова возрождается. В качестве колющего кавалерийского копья использовалась пика с гранёным наконечником, хорошо подходящей для таранного действия. Против конницы в XVII веке использовались пехотные пики в полках нового строя. Более распространены, ещё с XIV века, были копья с узколистными наконечниками с удлинённо-треугольным пером на массивной, иногда — гранёной втулке. Ими наносились мощные бронебойные удары. Пехотным орудием были рогатины — тяжёлые и мощные копья с лавролистным наконечником. Это было самое массовое оружие. Примерно с XVI века модифицированные рогатины использовались в поместной коннице — они отличались мечевидным наконечником. Предположительно, другой модификацией рогатины была совня, используемая в пехоте. С древних времён происходят метательные дротики — сулицы, которыми можно было и колоть. Позднее подобные дротики, джиды, хранили в особых колчанах, однако на Руси они практически не использовались.
Наконечники копий конца XV — начала XVII веков можно разделить на два типа. К первому типу наконечников копий относятся вытянутые пики с шиловидным остриём. Ко второму типу — наконечники копий с подтреугольным очертанием пера. Количество находок копий конца XV — начала XVII веков говорит о том, что копье не вышло из употребления в позднесредневековую эпоху, и было одним из главных видов холодного наступательного оружия, наряду с саблей, бердышом и топором, применявшимися против конных воинов. Начиная с XVII века распространяются копья, имевшие совершенно иное функциональное назначение. Это так называемые «пикинёрские» копья.
Древковое рубящее оружие
Широко распространены были и разнообразные топоры, однако использовались, преимущественно, в пехоте. В коннице использовались разнообразные лёгкие топорики, а также чеканы и клевцы. В XVI веке появляются бердыши, известные, как оружие стрельцов. Позднее они становятся массовым, как рогатины, оружием.
Бердыши
Бердыши на раннем этапе представляют собой некрупные образцы высотой лезвия от 190 до 500 мм. На протяжении XVII века происходит постепенное увеличение высоты лезвия. Появляются бердыши вытянутых пропорций, снабженные скважинами по тупию лезвия и орнаментом на лопасти бердыша. Характерные вытянутые бердыши с оформлением верхнего края в два острия, украшенные орнаментом и скважинами, в которые иногда продеты кольца, появляются, во второй трети XVII века и употребляются до начала XVIII века. Учитывая, что первые упоминания бердыша относятся к последнему этапу Ливонской войны, возможно, допустить, что многочисленный опыт применения такого рода войск, как стрельцы, как в войне за Казань, так и в сражениях с Крымским ханством и в осадах Ливонской войны привел к мысли о снаряжении стрельцов более внушительным холодным оружием, чем сабля.
Древковое ударное оружие
Разнообразные булавы были обыкновенным оружием московитян. С XIII века получают распространение перначи и шестопёры. В простонародье нередко применяли и дешёвое самодельное оружие, например, палицы — ослопы.
Основная масса сохранившихся позднесредневековых булав датируется либо первой половиной XV века, либо периодом, наступившим после Смутного времени. Из булав бытовавших в домонгольское и ордынское время в конце XIV — началу XV веков сохраняются в употреблении лишь булавы — брусы. Сложнее дело обстоит с так называемыми грушевидными или круглыми булавами, известными преимущественно по материалам более позднего времени. Ряд авторов связывают появление булав грушевидной формы с турецкой военной традицией. Так, уже в конце XV—XVI веке булавы «восточных форм» распространяются сначала в Венгрии, а затем в Чехии и Польше. Данный тип грушевидных булав приобретает свои наиболее характерные черты к концу XVI—XVII векам.
Распространение клевцов в России следует относить к XVI веку, ко второй половине или к концу этого столетия. Ближайшими аналогиями русских типов клевцов, являются венгерские и польско-венгерские типы, применявшиеся гусарами.
Гибко-суставчатое оружие
В качестве как массового, так и дворянского дополнительного оружия применялись кистени. Все виды подвесного ударного оружия могут быть разделены на обычные кистени, как имеющие рукоять, так и гасила, представлявшие собой обычную веревку или кожаный ремень, на конце которого крепилась бронзовая отливка. Другой разновидностью подвесного ударного оружия являлись более сложные изделия представлявшие собой рукоять с закрепленным на ней втульчатым навершием с петлей к которому на тяжелой железной цепи крепилась боевая гиря. Третьей разновидностью этого вида оружия являлись боевые цепы. Как гири на железных цепях, так и боевые цепы преимущественно изготавливались из железа.
Клинковое оружие
Мечи на Руси довольно быстро были вытеснены саблями, однако в северных регионах применялись дольше. Они импортировались из Европы и были весьма разнообразны, вплоть до двуручных. В Московском Царстве мечи практически не применялись, хотя в Оружейной палате есть некоторые немецкие и русские образцы, например, фламберги, но их боевое значение исключено. Основным же клинковым оружием по крайней мере с XV века была сабля. Сабли применялись очень разнообразные, как отечественные, так и импортированные из стран Западной Азии или Восточной Европы. Их форма тоже была различной, но, в основном, персидского или турецкого типа. Также они ковались на Черкаское, Угорское, Литовское, Немецкое «дело» и т. д., иногда их комбинировали. Ценились сабли, сделанные из булата, а также из дамаска, но они были не каждому по средствам — полоса персидской булатной стали стоила 3—4 рубля, в то время как тульская сабля из передельной стали в середине XVII века — не дороже 60 копеек. В описях, в частности упоминаются, кроме стальных, сабли из красного булата, красного железа, «полосы булат синей Московский выков». С XIV века использовались удобные для прокалывания вражеских доспехов кончары, а в XVII веке — палаши, но все они встречались довольно редко. С формированием полков нового строя на вооружении появляются шпаги и начинается их производство.
Характерной особенностью сабель XV — начале XVI веков являются, прежде всего крупные и тяжелые клинки длиной от 880 до 930 мм, при общей длине сабель 960—1060 мм с ярко выраженной елманью. Вес сабель с ножнами составлял до 2,6 кг. Клинки либо без долов или же с одним широким, но неглубоким долом. Клинки этого типа в собрании Оружейной палаты изготовлены из дамасской стали. Перекрестие у таких сабель достигает до 220 мм. Для более ранних образцов характерна слабоизогнутая рукоять с небольшим переломом в средней части. Позднее рукоять сабель в верхней части становится сильнее наклоненной к лезвию клинка, угол наклона конца рукояти к перекрестию составляет величину примерно до 75-80°. Одной из ярчайших иллюстраций таких сабель является сабля князя Ф. М. Мстиславского. Представляется, что распространение сабель этого типа следует отнести к турецкому импорту, который повлиял как на появление характерных венгерских сабель, повлиявших затем на становление польской сабли, так и на типы клинков появившихся в Московском государстве.
Вторым типом сабель XV — начале XVI веков являются сабли, имевшие сравнительно узкий клинок без елмани, который генетически мог сохранять в себе элементы как более ранних сабель ордынского периода, так и сабель имевших в своей основе современные западные или восточнее инновации. К таковым следует отнести саблю боярина Д. И. Годунова, саблю кн. Д. М. Пожарского хранящуюся в Государственной Оружейной палате, клинок сабли, связываемый с гр. К. Мининым так же хранящийся в Оружейной палате. Характерной чертой этого типа сабель являются, прежде всего, клинки длиной от 800—860 мм при общей длине сабли 920—1000 мм. Ширина таких клинков у пяты клинка достигает 34-37 мм. Преимущественно клинки без долов или с одним узким долом смещенным ближе к тупию.
Третьим типом сабель в XV — начале XVI веков являлись так называемые польско-венгерские сабли, распространившиеся в Смутное время в качестве оружия интервентов и сопутствующих им союзников. Одна такая сабля была обнаружена на территории города Руза.
Единственным установленным типом специализированного боевого короткоклинкового оружия употреблявшегося в XVI—XVII веках был «подсаадачный нож», дошедший до нас в музейных собраниях ГИМ и Оружейной палаты, также известный по письменным и изобразительным источникам.
14 декабря 1659 года в частях, действовавших на территории Украины, были произведены изменения вооружения. У стрельцов учреждались пики, а у драгун бердыши. Царский указ гласил: «… в салдацских и драгунских во всех полкех у салдатов и драгунов и в стрелецких приказех у стрельцов велел учинить по пике короткой, с копейцы на обеих концах, вместо бердышей, и пики долгие в салдацких полкех и в стрелецких приказех учинить же по рассмотрению; а у остальных салдатех и у стрельцов велел быть шпагам. А бердышей велел учинить в полкех драгунских и салдатских вместо шпаг во всяком полку у 300 человек, а достальным по прежнему в шпагах быть. А в стрелецких приказех бердышей учинить у 200 человек, а достальным быть в шпагах попрежнему.»

### Огнестрельное оружие

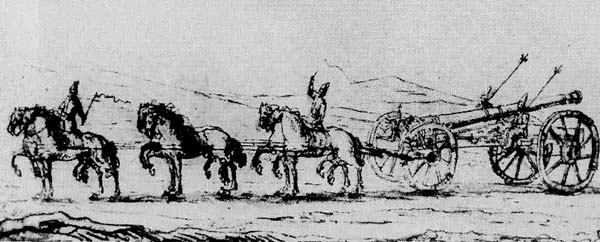
Пушка большого наряда (осадной артиллерии). Из альбома Эрика Пальмквиста, 1674 г.

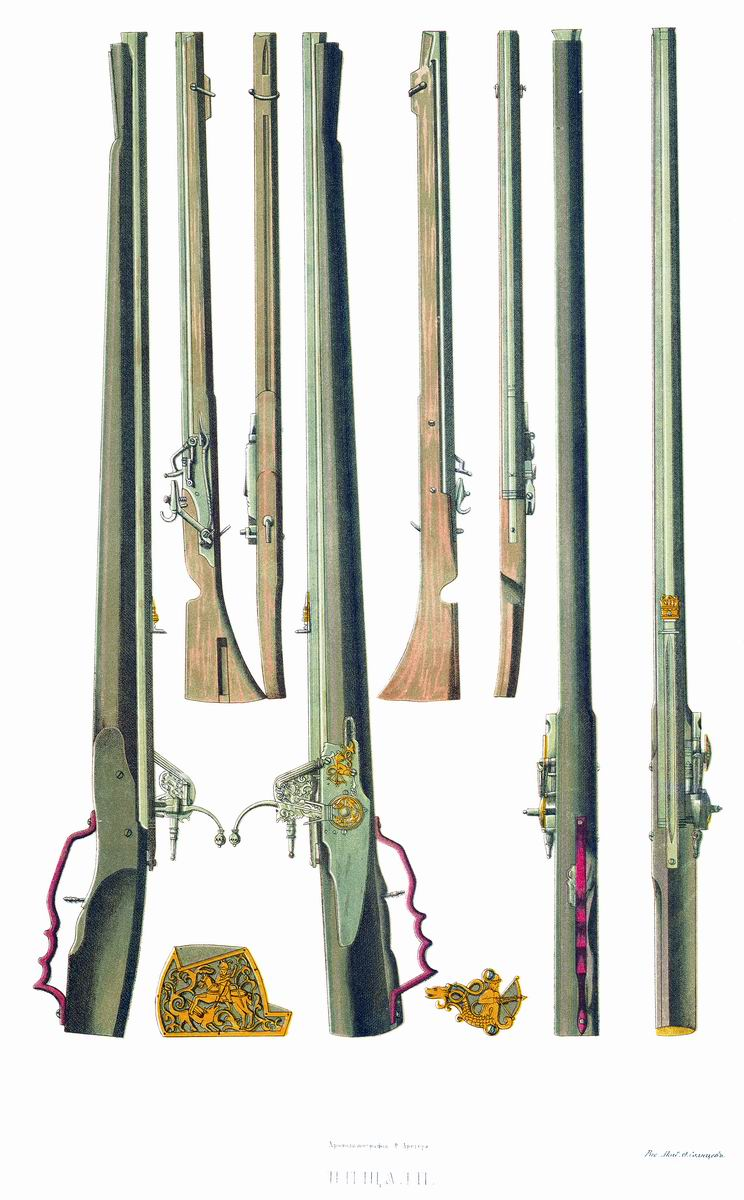
Затинная (большая) и казачья завесная (малая) пищали

Точная дата появления огнестрельного оружия на Руси неизвестна, но оно произошло при Дмитрии Донском не позднее 1382 года, когда оно употреблялось при обороне Москвы. Неизвестно точно и то, откуда оно пришло — от немцев или из Передней Азии. По крайней мере западное влияние было — в 1389 году в Тверь поставляют немецкие пушки, а в 1393 и 1410 немцы дарят великому князю медные пушки. Нельзя отрицать и азиатское влияние — термин «тюфяк», а также упоминание употребления огнестрела волжскими болгарами при обороне города в 1376 году. Поначалу пушки использовались для обороны крепостей, с 1393 отмечено применение на Руси пушек в качестве осадных орудий. Около 1400 года существовало местное производство, по крайней мере, кованных стволов. Пушки были различного назначения и конструкции. Если для осады городов требовались тяжёлые орудия, то для обороны — более лёгкие. Для них преимущественно использовались каменные ядра. Средне и длинноствольные орудия назывались пищалями и стреляли железными ядрами. Тюфяки с коническим стволом стреляли дробосечным железом, а с цилиндрическим — для прицельной стрельбы ядрами. Всё огнестрельное оружие того времени было довольно малоэффективным, поэтому применялось вместе с самострелами и метательными машинами, которые оно, совершенствуясь, вытесняет лишь в середине XV века. Первый зафиксированный случай применения нами огнестрела в своеобразном полевом бою относится к стоянию на Угре в 1480 году. Тогда же вводится артиллерия на колёсных лафетах («станки на колёсах»). В 1475 году в Москву приехал Аристотель Фиораванти и помог организовать крупную литейную пушечную мануфактуру, которую потом посещали греческие, итальянские, немецкие, шотландские и другие мастера. Орудия отливали из меди либо бронзы. С переходом к типовому литью была разработана система калибров, общее число которых в XVI — начале XVII века достигало 30, а видов орудий — 70—100. Для этого применялись калибровочно-измерительные циркули — «кружала». Не позднее 1494 года в Москве налаживается производство чугунных ядер и Пороховой двор, что означало переход от пороховой мякоти к гранулированному пороху. Однако всё это время порох изготавливался и простым населением. В середине XVI века начали отливать и чугунные орудия. Наиболее известна Царь-пушка, отлитая выдающимся оружейником Андреем Чоховым. Помимо железных, каменных и чугунных, применялись также свинцовые, медные ядра и другие. Упоминается, например, о каменных и железных ядрах, покрытых свинцом или оловом. Упоминается и о цепных снарядах — «ядрах двойчатых на чепех». В качестве дроби использовали не только дробосечное железо, но и камни, и кузнечный шлак. Ко времени Ливонской войны относится применение зажигательных снарядов (огненных ядер), а позднее — калёных ядер. В простейшем случае они представляли собой камни, покрытые серно-смоляной смесью. В более сложных вариантах металлическое ядро заполнялось горючими веществами, клалось в мешок, который осмаливали, покрывали серой, оплетали и опять осмаливали. Иногда в него даже вставляли заряженные обрезки ружейных стволов. Стрельба калёными ядрами заключалась в том, что заряд закрывали деревянным пыжом, покрытым глиной, и использовали раскалённое железное ядро. С середины XVII получают распространение разрывные снаряды.
Ручницы, появившиеся в конце XIV века, представляли собой небольшие, 20—30 см длиной стволы калибра 2,5—3,3 см, укреплённые на большом деревянном прикладе-ложе длиной 1—1,5 м. Их вскидывали на плечо или зажимали приклад под мышкой. Ко второй половине XV века можно отнести применение, хоть и небольшое, ручного огнестрельного оружия в коннице. Длина ствола постепенно увеличивается, конструкция ложа тоже меняется. С 1480 года термин «пищаль» относится и к ручному огнестрелу. В XVI веке у стрельцов вводятся берендейки. С 1511 года упоминается «пищальный наряд» — использовавшиеся для обороны крепостей небольшие, иногда многоствольные орудия, и крепостные ружья, включая затинные. Позднее из всего арсенала отбираются наиболее рациональные конструкции, 14 калибров от 0,5 до 8 гривенок остаётся в XVII веке.
Русская артиллерия эпохи Ивана Грозного была разнообразна и многочисленна. Дж. Флетчер в 1588 году писал:

Полагают, что ни один из христианских государей не имеет такой хорошей артиллерии и такого запаса снарядов, как русский царь, чему отчасти может служить подтверждением Оружейная палата в Москве, где стоят в огромном количестве всякого рода пушки, все литые из меди и весьма красивые.
«К бою у русских артиллеристов всегда готовы не менее двух тысяч орудий…» — доносил императору Максимилиану II его посол Иоанн Кобенцль. Московская летопись пишет: «…ядра у больших пушек по двадцати пуд, а у иных пушек немного полегче». Самая крупная в Европе гаубица — «Кашпирова пушка», весом 1200 пудов и калибром в 20 пудов, — принимала участие в осаде Полоцка в 1563 году. Также «следует отметить ещё одну особенность русской артиллерии 16 столетия, а именно — её долговечность», — пишет современный исследователь Алексей Лобин. «Пушки, отлитые по повелению Иоанна Грозного, стояли на вооружении по нескольку десятилетий и участвовали почти во всех сражениях XVII века».
Многоствольные орудия — сороки и органы — использовались и в походах — например, в походе Ермака было 7-ствольное орудие. А Андрей Чохов в 1588 году изготовил «стоствольную пушку». С начала XVII века ручной огнестрел распространяется среди поместной конницы, однако пищали и карабины были, как правило, у боевых холопов, а у дворян и детей боярских — лишь пистолеты. Связано это было с тем, что из ружей из-за тяжести и сложности использования, тогда невозможно было вести стрельбу с лошади, а сражаться в пешем строю дворяне и дети боярские считали для себя унизительным. Поэтому в 1637 году царским указом им было предписано иметь более мощное оружие. До XVII века использовались фитильные замки. Хотя в XVI веке появились пистолеты, ружья и даже затинные пищали, снабжённые колесцовыми замками, однако эти замки импортировались и не получили распространения нигде, кроме как на пистолетах дворянской конницы. Со второй половины XVI века известен ударно-кремнёвый замок, получивший широкое распространение в XVII веке. В России применялись как оружие собственного производства, так и импорт — право выбора зависело от состояния конкретного бойца. Причём в России производили все основные типы огнестрельного оружия, включая карабины и пистолеты. В середине XVII века также отмечено собственное производство нарезных пищалей.

### Доспехи и щиты

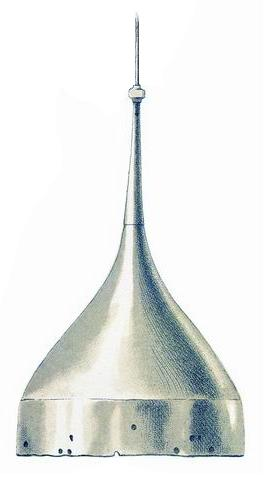
Подобные шеломы были основным боевым оголовьем русских воинов до второй половины XVI века

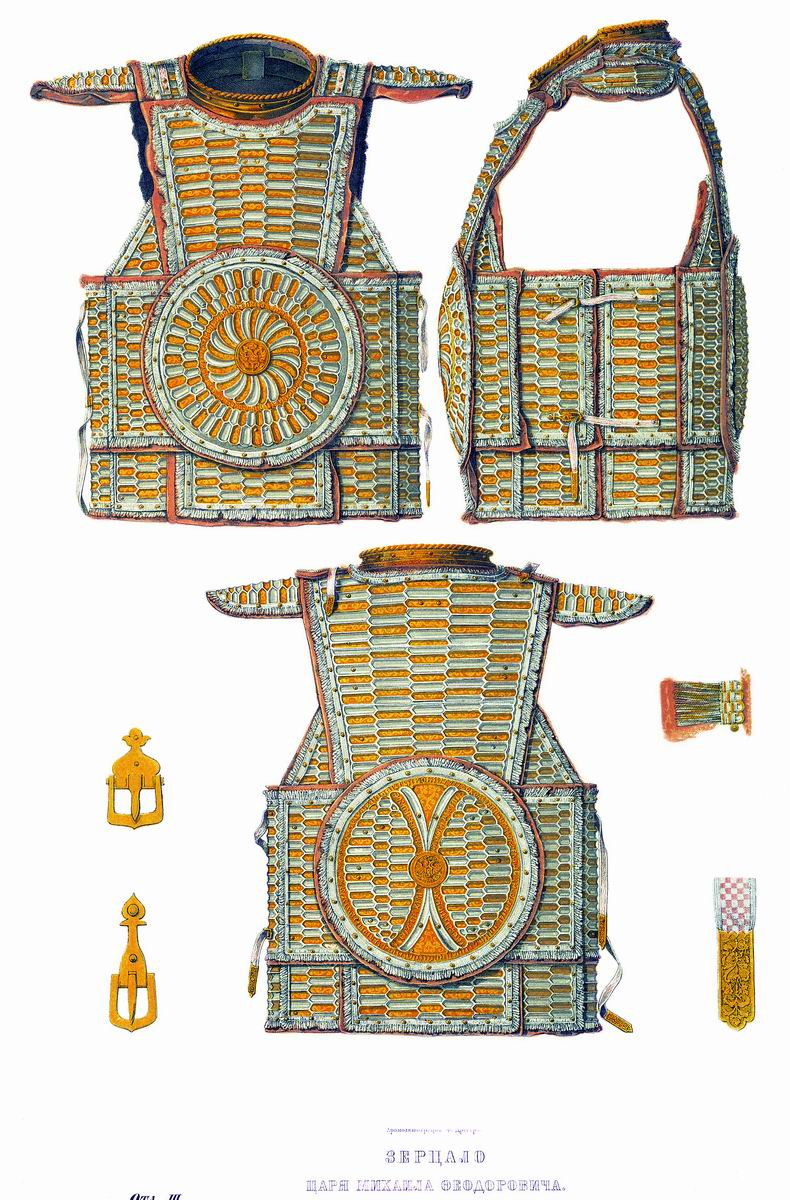
Зерцало царя Михаила Фёдоровича

Если основным доспехом русских воинов обычно была кольчуга, то к XIII веку её значительно потесняет пластинчатая система защиты. Во-первых это были ламеллярные доспехи, состоящие из соединённых ремнями пластин. Во-вторых — чешуйчатые, в которых пластины с одного конца укреплялись на кожаной или матерчатой основе. В-третьих — бригантинные, в которых тоже пластины крепились к основе. А в-четвёртых к концу XIII относят появление ранних зерцал, представлявших собой круглую металлическую бляху, одевавшуюся поверх доспеха. В Новгороде и Пскове, например, первые два типа практически полностью вытеснили кольчугу, однако в других русских землях она сохраняла важное значение. Монгольское нашествие принесло распространение некоторых новых типов доспехов. Например, уже в 1252 году войско Даниила Галицкого было, к удивлению немцев, в татарских доспехах: «Беша бо кони в личинах и в коярех кожаных и людье во ярыцех». С ним же связано и появление куяков — аналогов чешуи или бригантины, бытовавших в Московской Руси, но не получивших большого распространения. Известно, что доспех принимавшего участие в Куликовской битве Дмитрия Донского был пластинчатым, поскольку «был избит и язвен зело», однако идентифицировать его невозможно; по сведению летописи, князь сражался в ряду с простыми воинами. Ко второй половине XV века относятся распространение кольчато-пластинчатых доспехов — бехтерцев и, вероятно, колонтарей, а немногим позднее — юшманов. В XVI—XVII веке кольчуги снова становятся основным доспехом. Причём на Руси кольчугой называли не любой кольчатый доспех, а лишь сделанные из простых колец, скреплённых, как правило, на гвоздь, плетения 1 к 4 или 1 к 6. Отдельно выделяли байданы из широких и плоских колец; и панцири — из мелких плоских колец, именно они были преобладающим типом кольчатого доспеха. С азиатским влиянием связано применение защитной одежды — тегиляев, которые использовались в XVI веке небогатыми людьми, или в сочетании с металлическим доспехом — богатыми. Однако правительство не поддерживало их использование. Богатые люди могли позволить себе зерцало, полностью сделанное из нескольких скреплённых больших металлических пластин. Довольно часто применялись наручи, реже — бутурлыки и наколенники. В XVII веке, что связано с организацией полков нового строя к русско-польской войне, стали использоваться латы, состоящие из кирасы с латной юбкой (полами), и, иногда — ожерелья. Поначалу латы импортировались из Европы, но вскоре же начали изготовляться на тульско-каширских заводах. В описях Оружейной палаты упоминаются и латы московского дела.
До второй половины XVI века основным типом шлемов, применяемых на Руси, были высокие сфероконические шеломы. Однако применялись и другие шлемы — мисюрки, колпаки. Многообразие используемых военных наголовий было очень велико и во многом связано с западноазиатской традицией вооружения. Под стать тегиляю была шапка бумажная. В XIV веке появились шишаки, которые отличались полусферической формой — позднее они, вместе с шапками железными, вытеснили шеломы. Шлемы могли дополняться элементами защиты. Например, ерихонки снабжались сразу назатыльником, наушами, козырьком и наносником, а, если принадлежали знатным людям, то богато украшались. В полках нового строя иногда использовали кабассеты или «шишаки». Однако вооружение зависело от возможностей конкретного человека, поэтому, если один мог позволить себе бехтерец поверх панциря и шелом поверх шишака, то другой довольствовался куяком и шапкой железной.
В XIV—XV веках в коннице получают распространение круглые щиты. Они достигали четверти человеческого роста и имели выпуклую или воронковидную форму. В начале XVI века они выходят из употребления. До конца XV века применялись и треугольные, двухскатные щиты. Вполне вероятно и применение кавалерийских торчей европейского типа до того же времени. С середины XIV века, как в коннице, так и в пехоте, применялись щиты с жёлобом — павезы. Сохранились уникальные боевые щиты — тарчи, вероятно, немецкие, но они были крайне редки. С XV века артиллеристы для прикрытия нередко использовали большие, передвижные щиты — гуляй-города.